# Linia roșie a metroului din Lisabona
Linia roșie (în portugheză Linha Vermelha) sau Linia orientului (în portugheză Linha do Oriente) este una din cele patru linii ale metroului din Lisabona.

## Stații
| Cod | Numele stației | Distanța (km) | Distanța (km) | Corespondențe                                                         | Situare           | Situare  |
| Cod | Numele stației | Între stații  | Totală        | Corespondențe                                                         | Situare           | Situare  |
| --- | -------------- | ------------- | ------------- | --------------------------------------------------------------------- | ----------------- | -------- |
| SS  | São Sebastião  | –             | 0,0           | Linia albastră                                                        | Avenidas Novas    | Lisabona |
| SA  | Saldanha       | 0,6           | 0,6           | Linia galbenă                                                         | Avenidas Novas    | Lisabona |
| AM  | Alameda        | 1,3           | 1,9           | Linia verde                                                           | Areeiro           | Lisabona |
| OL  | Olaias         | 0,8           | 2,7           |                                                                       | Areeiro           | Lisabona |
| BV  | Bela Vista     | 1,3           | 4,0           |                                                                       | Marvila           | Lisabona |
| CH  | Chelas         | 0,8           | 4,8           |                                                                       | Marvila           | Lisabona |
| OS  | Olivais        | 0,7           | 5,5           |                                                                       | Olivais           | Lisabona |
| CR  | Cabo Ruivo     | 0,6           | 6,1           |                                                                       | Parque das Nações | Lisabona |
| OR  | Oriente        | 0,8           | 6,9           | - Linia Azambuja, Linia Sintra, Fertagus (Oriente) - Autogara Oriente | Parque das Nações | Lisabona |
| MO  | Moscavide      | 1,0           | 7,9           |                                                                       | Parque das Nações | Lisabona |
| EN  | Encarnação     | 0,8           | 8,7           |                                                                       | Olivais           | Lisabona |
| AP  | Aeroporto      | 1,4           | 10,3          | Aeroportul Humberto Delgado                                           | Olivais           | Lisabona |

## Frecvență
| Orarul de vară                 | Orarul de vară                                                                                    | Orarul de iarnă                                          | Orarul de iarnă                                                                                   |                                                         |
| Interval orar                  | Frecvență                                                                                         | Interval orar                                            | Frecvență                                                                                         |                                                         |
| ------------------------------ | ------------------------------------------------------------------------------------------------- | -------------------------------------------------------- | ------------------------------------------------------------------------------------------------- | ------------------------------------------------------- |
| În zilele lucrătoare           | 06:30 - 07:10 07:10 - 09:45 09:45 - 16:30 16:30 - 19:15 19:15 - 20:30 20:30 - 22:30 22:30 - 01:05 | 09' 45" 06' 15" 07' 00" 06' 15" 07' 05" 07' 55" 09' 25"' | 06:30 - 07:10 07:10 - 09:15 09:15 - 16:30 16:30 - 19:15 19:15 - 20:30 20:30 - 22:30 22:30 - 01:05 | 09' 45" 06' 15" 07' 00" 06' 15" 07' 05" 07' 55" 09' 25" |
| În weekend și sărbători legale | 06:30 - 22:15 22:15 - 00:00 00:00 - 01:05                                                         | 08' 00' 09' 35" 09' 25"                                  | 06:30 - 22:15 22:15 - 00:00 00:00 - 01:05                                                         | 08' 00' 09' 35" 09' 25"                                 |

## Cronologie
- 19 mai 1998: Inaugurarea Liniei roșii cu următoarele stații: Alameda, Olaias, Bela Vista, Chelas și Oriente.
- 18 iulie 1998: Inaugurarea stației Cabo Ruivo.
- 7 noiembrie 1998: Inaugurarea stației Olivais.
- 29 august 2009: Inaugurarea stațiilor Saldanha și São Sebastião. Traseul liniei: São Sebastião - Oriente.
- 17 iulie 2012: Inaugurarea stațiilor Moscavide, Encarnação și Aeroporto. Traseul liniei: São Sebastião - Aeroporto.[2]